# Hui Buh – Das Schlossgespenst
Hui Buh – Das Schlossgespenst ist ein deutscher Film von Sebastian Niemann aus dem Jahr 2006. Der Film basiert auf Motiven der Hörspielreihe Hui Buh von Eberhard Alexander-Burgh. In den Hauptrollen spielen Michael Herbig und Christoph Maria Herbst. Der deutsche Kinostart war am 20. Juli 2006 im Verleih der Constantin-Film. Mit über zwei Millionen Zuschauern war es der fünfterfolgreichste inländische Film 2006 in den deutschen Kinos und der zwölfterfolgreichste Film überhaupt desselben Jahres in Deutschland.
Dem Budget von 10 Millionen Euro steht ein Kino-Einspielergebnis von 10,4 Millionen Euro gegenüber. Der Einleitungssatz „Manche Leute sagen, es gibt Gespenster. Manche Leute sagen, es gibt keine Gespenster. Ich aber sage, Hui Buh ist ein Gespenst.“ wird, wie in den Hörspielen, vom 2002 verstorbenen Hans Paetsch gesprochen.
Das Naturtheater Heidenheim setzte eine Theaterfassung auf Grundlage des Textbuchs des Films um. Die Premiere fand im Juni 2023 statt.

## Handlung
Ritter Balduin befindet sich im Jahr 1399 auf Schloss Burgeck und versucht, dort sein Vermögen durch Glücksspiel zu mehren. Als sein Gegenspieler Adolar bemerkt, dass Balduin falschspielt, kommt es zu einem Kampf zwischen den Rittern, in dessen Verlauf Balduin von Ritter Adolar derart in die Mangel genommen wird, dass er laut ruft: Verflucht soll ich sein, wenn ich betrogen habe! Der Blitz soll mich auf der Stelle treffen! Diese Worte erfüllen sich sofort: Balduin wird plötzlich von einem Blitz getroffen – er wird zum Gespenst Hui Buh. Vor Schreck taumelt Ritter Adolar zurück und fällt durchs Fenster in den Burggraben.
500 Jahre später ist Hui Buh das einzige behördlich zugelassene Gespenst auf Schloss Burgeck. Zusammen mit dem Kastellan führt er ein beschauliches Leben, bis eines Tages König Julius der 111. das Schloss bezieht, um dort die Verlobung mit Leonora Gräfin zu Etepetete zu feiern.
Hui Buh versucht mit allen Mitteln, Julius rauszuekeln, bezahlt aber damit, dass Julius seine Geisterlizenz verbrennt, ohne die er kein „behördlich zugelassenes Gespenst“ mehr ist. Dadurch werden ihm seine Geisterfähigkeiten geraubt.
Als Julius dem Geist von seinen Geldsorgen erzählt, erfährt er, dass es auf Burgeck einen Schatz gibt, der in einem Raum liegt, der nur von innen zu öffnen ist. Hui Buh kann jedoch ohne Geisterlizenz nicht mehr durch Wände gehen, was es ihm unmöglich macht, den Schatz zu bergen.
Um eine neue Lizenz zu erwerben und nicht in die Seelensuppe zu kommen, was seinen endgültigen Tod bedeuten würde, muss Hui Buh erneut die Geisterprüfung ablegen. Er ist jedoch nicht in der Lage, die Prüfungsfragen zu beantworten. Als sich herausstellt, dass Julius die Antworten kennt, beschließen sie, zusammen in die Geisterstadt zu gehen, wo die Prüfung geschrieben wird. Sie werden jedoch enttarnt und müssen nach bestandener theoretischer Prüfung fliehen.
Daalor, der Vertreter der Geisterbehörde, ist in Wahrheit Adolar, der mit Gräfin Leonora gemeinsame Sache treibt. Da er ein Vorfahr der Gräfin ist, wollen beide das Schloss in ihren Besitz bringen, das ihnen Balduin durch sein Falschspiel genommen hat. Es gelingt ihnen jedoch nicht, König Julius zu töten. Inzwischen hat die Geisterbehörde von der Verschwörung zwischen Adolar und Gräfin Leonora erfahren, so dass die Wachen um Major Servatius Sebaldus Adolar und Leonora, die inzwischen ein Geist ist, im Schloss Burgeck festnehmen. Durch den gutmütigen Major erhält Hui Buh seine Geisterlizenz zurück. Schließlich heiraten König Julius und die Zofe Konstanzia.

## Kritik
„‚Hui Buh‘ gelingt die Gratwanderung, als nicht exklusiv dem Kinderfilmgenre zuzuordnender ‚Family Entertainment‘-Film [sic!] sein Sujet dennoch auch für Kinder adäquat umzusetzen, visuelle und filmerzählerische Möglichkeiten zu nutzen, um sie zu fordern, neugierig zu machen und ihre Fantasie und Kreativität anzuregen.“

„Verfilmung einer erfolgreichen Hörspiel-Serie, die durch ein unausgereiftes Drehbuch und eine allzu schwache Inszenierung viel vom Charme der Vorlage verschenkt und allenfalls durch ihre aufwändigen Spezial-Effekte beeindruckt. Einige allzu drastische Gruselszenen dürften den kleinsten Fans der Serie die Freude trüben.“

## Trivia
- Hui Buhs Geburtsdatum als Geist ist laut Filmbeginn Freitag, der 13. September 1399. Tatsächlich war der 13. September 1399 ein Samstag. Da 1399 vor der Kalenderreform von 1537 liegt, sind die Daten des Julianischen Kalenders maßgeblich.[10]
- Hans Clarin lieh der Hörspiel-Reihe Hui Buh der Titelfigur seine Stimme.
- Hans Clarin absolvierte hier als Schlossdiener seine letzte Filmrolle. Er starb Ende August 2005, unmittelbar nach Ende der Dreharbeiten.

## Fortsetzung
Im März 2020 starteten die Dreharbeiten für die Fortsetzung Hui Buh und das Hexenschloss, in der erneut Michael Herbig und Christoph Maria Herbst mit von der Partie sind. Die Regie übernahm Sebastian Niemann. Der Kinostart war mehrfach verschoben worden, zuletzt auf den 3. November 2022. Die Premiere des Films fand schließlich am 30. Oktober 2022 im Mathäser Filmpalast in München statt. 